# 国連女性の地位委員会
国連女性の地位委員会（こくれんじょせいのちいいいんかい、英：United Nations Commission on the Status of Women、略称CSW） は、国連経済社会理事会（the Economic and Social Council、略称ECOSOC）の機能委員会の一つ。旧称は「国連婦人の地位委員会」。

## 概要
国連経済社会理事会の1946年6月21日の決議11(II)において、国連経済社会理事会へ、政治、経済、社会および教育分野における女性の権利に関し、勧告、報告、提言を行うことを目的として設置された。ニューヨークの国際連合本部で行われる年次会合には、加盟国代表、国連諸機関、ECOSOCと協議資格のあるNGOの関係者等が集まり、ジェンダー平等と女性の地位向上に向けた進捗を審議し、問題点を明らかにし、ECOSOCに勧告、報告、提言を行う。ECOSOCはそれを受け、総会に勧告を行う。年次会合は、例年3月中旬に2週間開催される。各回、優先的に討議するテーマ（優先テーマ）と、過去に合意結論で決定したテーマに対して実施されているか検証するテーマ（レビューテーマ）が設けられる。優先テーマに関してはハイレベル円卓会合や対話型専門家パネルにおいて討議が行われ、討議結果を、会議の成果として合意結論（agreed conclusion）にまとめることが、経済社会理事会決議によって定められている。年次会合会期中は各国政府国連代表部が国連機関やNGOと共催して開催するサイド・イベントや、NGOが主催するパラレル・イベントなどの関連イベントが国連本部建物内やニューヨーク市内の施設で行われる。